# Rustenburg
Rustenburg (tiếng Afrikaans và tiếng Hà Lan: Thị xã nghỉ ngơi) là một thành phố có dân số 395.761 người (điều tra dân số quốc gia Nam Phi năm 2001) nằm ở dưới chân dãy núi Magaliesberg ở Tây Bắc tỉnh của Nam Phi. Đây là một trong những thành phố chủ chính thức của FIFA World Cup 2010, đang được gần với Phokeng, thủ phủ của Royal Bafokeng Nation, nơi sân vận động Royal Bafokeng tọa lạc. Các đội tuyển bóng đá quốc gia Anh cũng sử dụng sân vận động này làm nơi luyện tập trong quá trình thi đấu World Cup 2010.
| Dữ liệu khí hậu của Rustenburg          | Dữ liệu khí hậu của Rustenburg | Dữ liệu khí hậu của Rustenburg | Dữ liệu khí hậu của Rustenburg | Dữ liệu khí hậu của Rustenburg | Dữ liệu khí hậu của Rustenburg | Dữ liệu khí hậu của Rustenburg | Dữ liệu khí hậu của Rustenburg | Dữ liệu khí hậu của Rustenburg | Dữ liệu khí hậu của Rustenburg | Dữ liệu khí hậu của Rustenburg | Dữ liệu khí hậu của Rustenburg | Dữ liệu khí hậu của Rustenburg | Dữ liệu khí hậu của Rustenburg |
| Tháng                                   | 1                              | 2                              | 3                              | 4                              | 5                              | 6                              | 7                              | 8                              | 9                              | 10                             | 11                             | 12                             | Năm                            |
| --------------------------------------- | ------------------------------ | ------------------------------ | ------------------------------ | ------------------------------ | ------------------------------ | ------------------------------ | ------------------------------ | ------------------------------ | ------------------------------ | ------------------------------ | ------------------------------ | ------------------------------ | ------------------------------ |
| Trung bình ngày tối đa °C (°F)          | 29.8 (85.6)                    | 29.0 (84.2)                    | 27.9 (82.2)                    | 25.1 (77.2)                    | 23.0 (73.4)                    | 20.0 (68.0)                    | 20.5 (68.9)                    | 23.4 (74.1)                    | 26.7 (80.1)                    | 28.1 (82.6)                    | 28.8 (83.8)                    | 29.5 (85.1)                    | 26.0 (78.8)                    |
| Trung bình ngày °C (°F)                 | 23.1 (73.6)                    | 22.5 (72.5)                    | 21.0 (69.8)                    | 17.8 (64.0)                    | 14.3 (57.7)                    | 11.2 (52.2)                    | 11.3 (52.3)                    | 13.9 (57.0)                    | 18.0 (64.4)                    | 20.2 (68.4)                    | 21.5 (70.7)                    | 22.5 (72.5)                    | 18.1 (64.6)                    |
| Tối thiểu trung bình ngày °C (°F)       | 16.8 (62.2)                    | 16.3 (61.3)                    | 14.6 (58.3)                    | 10.7 (51.3)                    | 6.1 (43.0)                     | 2.5 (36.5)                     | 2.1 (35.8)                     | 4.9 (40.8)                     | 9.3 (48.7)                     | 12.6 (54.7)                    | 14.6 (58.3)                    | 15.8 (60.4)                    | 10.5 (50.9)                    |
| Lượng Giáng thủy trung bình mm (inches) | 136.5 (5.37)                   | 92.3 (3.63)                    | 79.0 (3.11)                    | 62.2 (2.45)                    | 13.1 (0.52)                    | 7.3 (0.29)                     | 2.7 (0.11)                     | 7.0 (0.28)                     | 20.6 (0.81)                    | 55.7 (2.19)                    | 88.7 (3.49)                    | 110.3 (4.34)                   | 675.4 (26.59)                  |
| Số ngày giáng thủy trung bình           | 13.4                           | 10.1                           | 10.1                           | 7.0                            | 2.4                            | 1.5                            | 0.7                            | 1.6                            | 2.9                            | 8.0                            | 11.3                           | 12.5                           | 81.5                           |
| Độ ẩm tương đối trung bình (%)          | 62.2                           | 64.6                           | 64.8                           | 64.5                           | 58.1                           | 55.0                           | 51.9                           | 47.6                           | 45.9                           | 51.1                           | 57.6                           | 59.7                           | 56.9                           |
| Nguồn: Weatherbase                      |                                |                                |                                |                                |                                |                                |                                |                                |                                |                                |                                |                                |                                |

Thị xã được thành lập năm 1851 làm trung tâm hành chính cho một khu vực canh tác màu mỡ sản xuất trái cây họ cam quýt, thuốc lá, đậu phộng, hạt hướng dương, ngô, lúa mì và gia súc. Năm 1863, Paul Kruger, người sau này trở thành Tổng thống của Cộng hòa Nam Phi, đã mua một trang trại 5 km vuông ở phía tây bắc của thị xã.